# جنکینتاون، پنسیلوانیا
جِنکینتاون (به انگلیسی: Jenkintown) یک سکونتگاه مسکونی در ایالات متحده آمریکا است که در پنسیلوانیا واقع شده‌است.

## خصوصیات
جنکینتاون  ۴٬۴۲۲ نفر جمعیت دارد.